# Ozyptila patellibidens
Ozyptila patellibidens är en spindelart som beskrevs av Levy 1999. Ozyptila patellibidens ingår i släktet Ozyptila och familjen krabbspindlar.
Artens utbredningsområde är Israel. Inga underarter finns listade i Catalogue of Life.